# Doelen (Hoorn)
De Doelen is een voormalig doelengebouw aan de Achterstraat in het centrum van de Noord-Hollandse stad Hoorn. Het gebouw bestond uit twee delen, een voor de Sint-Sebastiaansdoelen en een voor de Sint-Jorisdoelen. In 1778 werden de twee schutterijen gedwongen samengevoegd, een jaar later werden de twee gebouwen samengevoegd waarbij de doelen van de Sint-Jorisschutterij vervangen werd door nieuwbouw. Het huidige complex is eigendom van Vereniging Hendrick de Keyser.

## Geschiedenis
In 1527 kocht de stad Hoorn van het Mariaklooster een stuk grond tussen de Achterstraat en de vestingmuur om de schutterijen ruimte te bieden om te kunnen oefenen. Op deze grond werd in 1564 het eerste doelengebouw, de Sint-Sebastiaansdoelen, gebouwd. Achter het gebouw kwam het doelenveld, waar de schutters konden oefenen en feesten konden houden.
In 1615 werd het gebouw verbouwd. Aan de Achterstraat kwam een nieuwe en rijke gevel met onder andere een poortje met daarin de beeltenis van het martelaarschap van Sint-Sebastiaan. Naast deze verbouwing werd het complex van de twee doelen nog tweemaal aangepast. Hierdoor bestaat het pand uit drie verschillende bouwfases.:
1. Het oudste en middelste deel stamt uit 1615, het heeft een poortje met daarop Sint Sebastiaan en is opgedeeld in vakken middels pilasters. De beelden zijn gemaakt door Jeremias Sutel. De gevel is in stijl van Hendrick de Keyser, vergelijkbaar met de voorgevel van de Oosterkerk.
2. Het linker deel is in 1648 gebouwd, hiervan is later de rijk gedecoreerde gevel verwijderd
3. Tussen 1770 en 1779 werd de Jorisdoelen gesloopt en maakte plaats voor nieuwbouw, in dit deel bevinden zich anno 2016 drie appartementen die aan de Onder de Boompjes uitkomen.

Reeds in 1600 werd een kleine uitbouw aan de achterzijde gebouwd. Het deel bleef bij de grote verbouwing in 1615 ongewijzigd. Het bouwdeel heeft een houten skelet. Vermoedelijk was op de begane grond de keuken en op de verdieping de woning van de doelknecht.
Het pand is zelf meermaals ook intern aangepast. Hoewel het oudste deel uit 1615 stamt, werd dit in 1648 intern gewijzigd. Het linkerdeel werd aangepast: het kreeg tevens een uitbouw aan de achterzijde en de gevel werd aangepast zodat het meer leek op het middelste deel. De leden van schutterij werden ook verplicht om per persoon een raam met gebrandschilderd glas aan de schutterij te schenken.
Na 1770 werd het derde deel op de hoek van de Achterstraat en Onder de Boompjes gebouwd, daarnaast werden ook de topgevels van de delen met de pilasters verwijderd. Cornelis Pronk heeft er in 1727 nog wel een tekening van kunnen maken, waardoor wel bekend is hoe de gevels er uit hebben gezien. Het deel van de Sint-Jorisdoelen had een gevelsteen met daarin een voorstelling van Joris die de draak dood. Op de tekening is ook te zien dat de doelen al als logement gebruikt werd, maar ook nog als doelen. Na het opheffen van de schutterij in 1876 werd het pand een hotel. Het Doelenhotel bleef tot 1972 in gebruik.
In 1959, toen het Doelenhotel nog in gebruik was, is de beeldengroep met Sint Sebastiaan in het midden gerestaureerd. Voor de schutters en de heilige werden nieuwe bronzen pijlen vervaardigd en de beelden zelf werden door George van der Wagt gerestaureerd. Tijdens deze restauratie is ook de inscriptie van Jeremias Sutel ontdekt.
Nadat het hotel De Doelen uit het pand ging, werd het verkocht aan een bouwmaterialen handel. Dit bedrijf heeft het pand toen grotendeels verbouwd. In 1987 werd het complex overgedragen aan de Vereniging Hendrick de Keyser, die het tussen 1998 en 2003 liet restaureren. Bij deze restauratie heeft Hendrick de Keyser ook laten onderzoeken of het mogelijk is de topgevels, zoals weergegeven door Cornelis Pronk, opnieuw op te laten bouwen. In 1999 werden tijdens de restauratie een paar opmerkelijke ontdekkingen gedaan; in het verleden is, in het deel waar het Doelenhotel gevestigd was, een dragende muur gesloopt, waardoor het pand jarenlang op instorten heeft gestaan, en op een aantal balken werden schilderingen teruggevonden. Vermoedelijk stammen deze balken uit de gesloopte Sint-Jorisdoelen en zijn na de sloop hergebruikt. Deze balken zijn later in de woningen zichtbaar gebleven.
De gesloopte muur bleek een dragende muur te zijn, waardoor hier een nieuwe dragende muur moest komen. Omdat dit flink op het restauratiebudget drukte heeft Vereniging Hendrick de Keyser besloten om een aantal niet essentiële wijzigingen niet door te laten gaan. Ook bij het inrichten van de woningen bleek het ontwerp aangepast te moeten worden: bij het strippen kwamen oude wandafscheidingen tevoorschijn, op die plekken bevinden zich nu de nieuwe wanden.

## Exterieur
Boven de toegangsdeur aan de achterstraat is een beeldengroep geplaatst met in het midden Sint Sebastiaan en aan weerszijden een soldaat die met pijl-en-boog op de heilige schiet. Deze voorstelling komt ook terug op een van de poortjes aan de achterzijde van het Doelenveld. De gevel met daarin de poort is in sobere barokstijl. De gevel wordt gedragen door pilasters van twee verdiepingen hoog met overhoeks geplaatste voluutkapitelen. De gevel zelfs is uit 1648, terwijl de ingang uit 1615 is. De gevel rechts van de ingang is in renaissancestijl gebouwd. De gevel wordt opgedeeld in vakken, door dubbele pilasters. Tot de sloop stond boven de verdieping een trapgevel. Bij de meest linker gevel stond een halsgevel. De boogvelden boven de ramen zijn voorzien van gebeeldhouwde krulornamenten. Over alle drie de gevels is één gootlijst aangelegd. Dit werd gedaan na het slopen van de topgevels.
Op het open terrein achter de doelen bevonden zich de schietbanen van de twee schutterijen. Op de ene baan oefenden de schutters van de Sint-Jorisschutterij met de voet- of kruisboog, de Sint-Sebastiaansschutterij oefende ernaast met de handboog. De schietbanen liepen helemaal door tot aan de stadsmuur, waar nu de straat Achter de Vest loopt. Na het opheffen van de schutterijen werd het terrein gebruikt voor andere doeleinden, zoals stadsfeesten, tentoonstellingen en andere evenementen.

### Poortjes
Aan de achterzijde van het Doelenveld zijn twee poortjes aangebracht die vanaf de straat Achter de Vest toegang geven tot het Doelenveld. Op een poortje staat Sint Joris en op de ander Sint Sebastiaan. De beide poortjes zijn samen één rijksmonument. Tussen de twee poortjes bevindt zich een, in 1911 gebouwd, gemeentelijk gymnastieklokaal. Vanwege dit gymnastieklokaal zijn de poortjes ook iets verplaatst. Rond die tijd zijn ook de toppen van de poortjes verwisseld. De poortjes staan in een nieuwere muur en zijn omgeven door blokken in een rondboog. Boven de poort is een natuurstenen top geplaatst met in beide toppen een voorstelling van de respectievelijke heilige. Sint Sebastiaan is afgebeeld in hoogreliëf in een gebroken fronton. Sint Joris is in een gewoon reliëf tussen twee klauwstukken geplaatst.
In de toppen van de beide poortjes is het stadswapen geplaatst. In beide gevallen alleen de hoorn, zonder de schildhouder.

## Interieur
In de schutterijgebouwen bevonden zich tevens acht grote schuttersstukken van de hand van Rotius. Alle werken zijn na 1850 uit de doelen gehaald en naar het toenmalige stadhuis gebracht. Later zijn zeven stukken naar het Westfries Museum overgebracht. Waar de werken in de doelen hingen is niet bekend, hiervoor is het interieur te veel verbouwd.
Van het interieur zijn grote delen in de loop der eeuwen verloren gegaan. In het middelste bouwdeel, echter, zijn juist grote delen behouden gebleven. Hier is ook de indeling grotendeels nog origineel. Achter de ingang bevindt zich een gang die naar het Doelenveld loopt. Onder dit bouwdeel ligt een kelder, waardoor de begane grond hoger dan de straat ligt. Om in de kamers te kunnen komen is in de hal een steektrap geplaatst. In de voorkamer van de vleugel uit 1648 bevinden zich nog originele balken. Twee van de moerbalken liggen op sleutelstukken met engelenkopjes. Onder andere de eetzaal van het doelenhotel is bewaard gebleven. Deze zaal heeft 19e-eeuwse stucplafonds. Bouwsporen van twee stookplaatsen zijn tijdens de restauratie teruggevonden. Er is voor gekozen om de stookplaatsen in ruwe vorm terug te brengen, omdat er geen decoraties bekend zijn.
Tegen de gevel aan het Doelenveld bevindt zich het trappenhuis. Tot 1983 was dit nog de originele spiltrap. Deze trap verschaft toegang voor de gehele eerste verdieping, dus in alle bouwdelen en dwarsvleugels. Over de volle verdieping is in het midden een gang geplaatst met aan weerszijden de voormalige hotelkamers.
Het linker bouwdeel heeft geen kelder, daardoor bevindt de begane grond zich op straatniveau. Van origine was er een voorkamer met daarachter een grote zaal. Vermoedelijk hingen daar de schilderijen gemaakt door Rotius.